# Valdelacasa
Valdelacasa ist ein Ort und eine westspanische Gemeinde (municipio) mit 189 Einwohnern (Stand: 2024) in der Provinz Salamanca in der Autonomen Region Kastilien-León.

## Lage
Valdelacasa liegt etwa 80 Kilometer südsüdwestlich von Salamanca und etwa 210 Kilometer westlich von Madrid in einer Höhe von ca. 960 m. Das Klima im Winter ist kühl, im Sommer dagegen durchaus warm; die eher Niederschlagsmengen (ca. 838 mm/Jahr) fallen – mit Ausnahme der nahezu regenlosen Sommermonate – verteilt übers ganze Jahr.

## Bevölkerungsentwicklung
| Jahr      | 1970 | 1981 | 1991 | 2001 | 2011 | 2021 |
| Einwohner | 536  | 409  | 374  | 338  | 273  | 211  |

Der deutliche Bevölkerungsrückgang seit den 1950er Jahren ist im Wesentlichen auf die Mechanisierung der Landwirtschaft sowie auf die Aufgabe von bäuerlichen Kleinbetrieben und den damit einhergehenden Verlust an Arbeitsplätzen zurückzuführen (Landflucht).

## Sehenswürdigkeiten
- Kirche Unser Lieben Frau (Iglesia de Nuestra Señora de la Misericordia)